# Mesocolaspis
Mesocolaspis is een geslacht van kevers uit de familie bladkevers (Chrysomelidae).
De wetenschappelijke naam van het geslacht werd in 1908 gepubliceerd door Martin Jacoby.

## Soorten
- Mesocolaspis spinulosum Medvedev & Zoia, 1996